# Vertiente del océano Atlántico

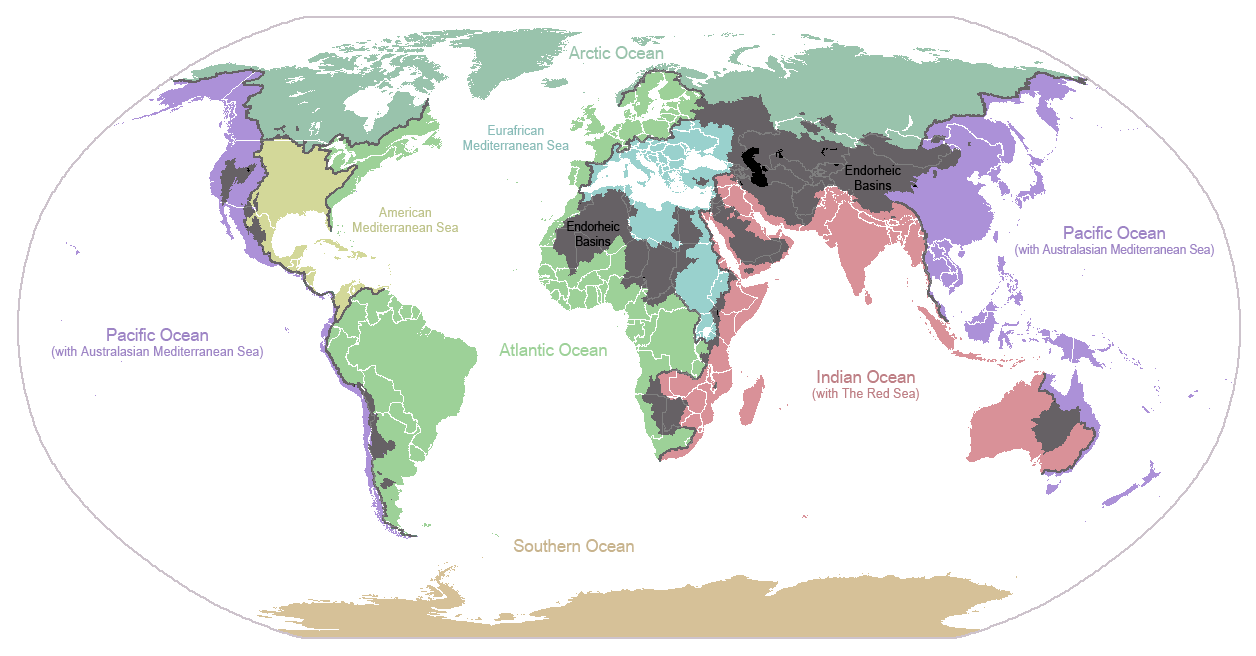
En verde claro se muestran las áreas que drenan hacia el océano Atlántico.

Los ríos que desembocan en el océano Atlántico y sus mares lindantes, catalogados por continente y por países, son:

## EnAmérica del Norte

### Canadá
- Río San Lorenzo frontera con Estados Unidos

### Estados Unidos
- Río Hudson
- Río Misisipi

### México
- Río Bravo del Norte
- Río Usumacinta
- Río Grande

## EnAmérica Central
- Río Coco
- Río Motagua
- Río Ulúa
- Río San Juan
- Río Sixaola

## EnAmérica del Sur

### Colombia
- Río Magdalena
- Río Sinú
- Río Atrato
- Río Catatumbo, compartido con Venezuela.

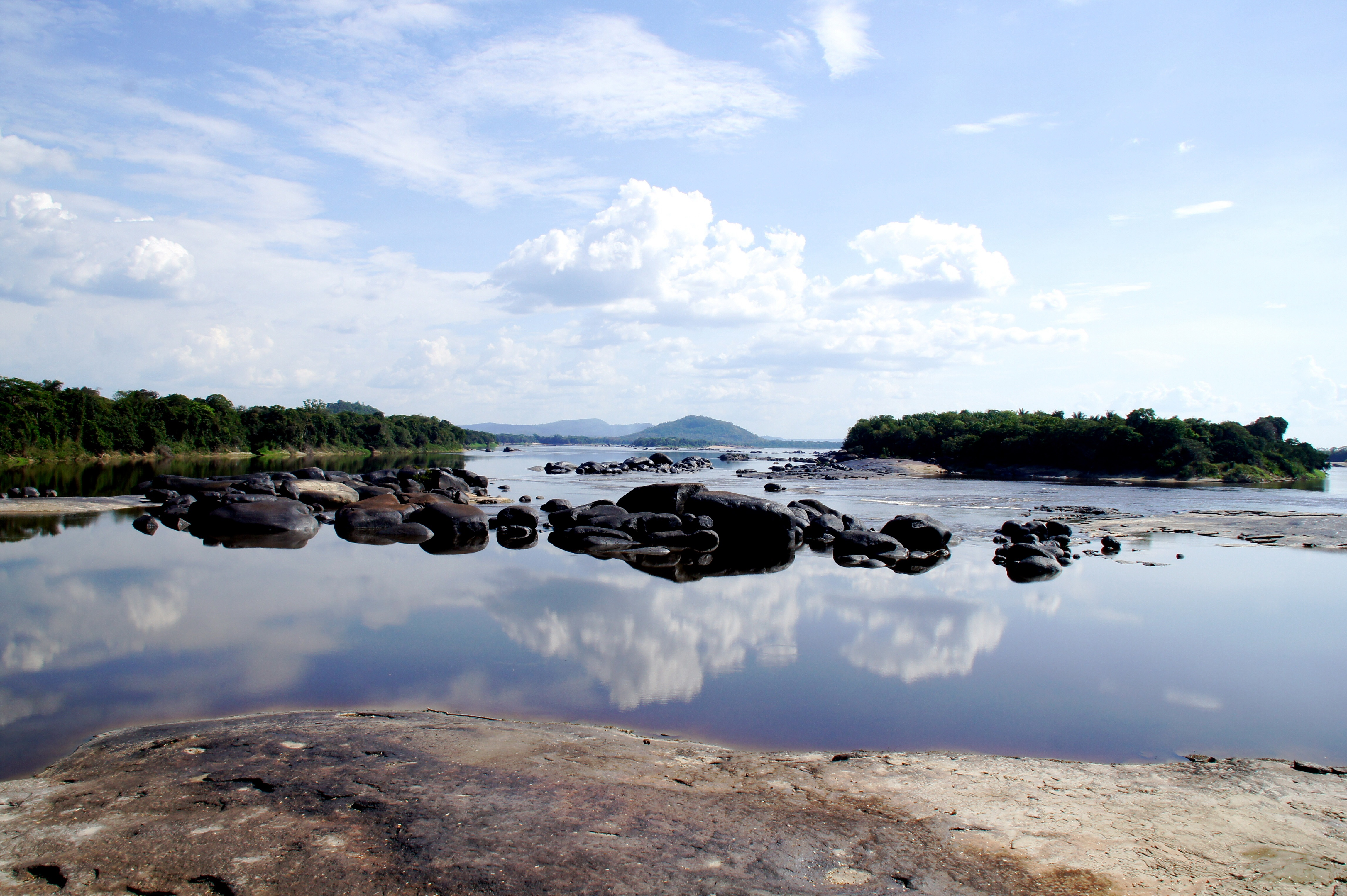
Río Orinoco, Venezuela.

### Venezuela
- Río Orinoco
- Río Casiquiare, afluente del río Negro, en la cuenca del Amazonas.
- Río Negro (Amazonas)

### Ecuador
- Río Napo (Cuenca del Amazonas)
- Río Pastaza (Cuenca del Amazonas)

### Perú
- Río Marañón
- Río Amazonas
- Río Ucayali
- Río Napo (cuenca del Amazonas)
- Río Yavarí (cuenca del Amazonas)
- Río Pastaza (cuenca del Amazonas)
- Río Putumayo (Frontera con Colombia)

### Guyana
- Río Esequibo (Frontera con Venezuela)

### Brasil
- Río Pindare
- Río Parnaiba
- Río San Francisco
- Río Parnaiba do Sul
- Río Itajai
- Río Yaguarón (Frontera con Uruguay)
- Río Paraná

### Uruguay
- Arroyo Chuy
- Arroyo de Mataojo
- Arroyo Solís Grande
- Río de la Plata, frontera con Argentina
- Canal Andreoli
- Arroyo Maldonado

### Argentina
- Río de la Plata, frontera con Uruguay
- Río Samborombón
- Río Salado (Buenos Aires)
- Río Quequén
- Arroyo Claromecó
- Río Quequén Salado
- Río Sauce Grande
- Arroyo Napostá
- Río Sauce Chico
- Río Colorado
- [[Río Neg

o (Argentina)|Río Negro]]
- Río Chubut
- Río Deseado
- Río Chico (Santa Cruz)
- Río Santa Cruz
- Río Coig
- Río Gallegos
- Río Gallegos Chico
- Río Cullen
- Río Grande (Tierra del Fuego)
- Río San Pablo (Tierra del Fuego)
- Río Olivia
- Río Pipo

## EnEuropa

### España
- Vertiente cantábrica: Eo, Nalón, Sella y otros
- Cuencas de Galicia Costa: Tambre, Ulla.
- Cuenca del Miño: Miño y su afluente Sil.
- Cuenca del Duero: Duero y sus afluentes Adaja, Tormes, Pisuerga, Esla.
- Cuenca del Tajo: Tajo y sus afluentes Alagón, Tiétar, Alberche, Guadarrama, Jarama, Salor y Almonte.
- Cuenca del Guadiana: Guadiana y sus afluentes Jabalón, Matachel, Záncara, Cigüela y Zújar.
- Cuenca del Guadalquivir: Guadalete, Guadalquivir y sus afluentes Darro, Genil, Guadalimar, Jándula, Guadiana Menor y Guadiato.

### Francia
- Río Garona
- Río Loira
- Río Sena